# Parhypena plumifera
Parhypena plumifera là một loài bướm đêm trong họ Erebidae.